# Episodi di Casa Vianello (nona stagione)
Questa è la lista degli episodi della nona stagione di Casa Vianello

## Lista episodi
| nº | Titolo episodio          | Data Prima TV    |
| -- | ------------------------ | ---------------- |
| 1  | La tombola               | 24 dicembre 2000 |
| 2  | Rave in casa Vianello    | 31 dicembre 2000 |
| 3  | Il calendario            | 7 gennaio 2001   |
| 4  | Agenzia Alibis           | 14 gennaio 2001  |
| 5  | Clonando Raimondo        | 21 gennaio 2001  |
| 6  | Il sindaco               | 28 gennaio 2001  |
| 7  | Il pensierino            | 4 febbraio 2001  |
| 8  | I gioielli di famiglia   | 18 febbraio 2001 |
| 9  | Un bellissimo compleanno | 25 febbraio 2001 |
| 10 | Il centenario            | 4 marzo 2001     |
| 11 | Lettere anonime          | 18 marzo 2001    |
| 12 | La discoteca             | 25 marzo 2001    |
| 13 | Il presidente            | 1º aprile 2001   |
| 14 | Il cielo sopra Vianello  | 8 aprile 2001    |
| 15 | Auto d'epoca             | 15 aprile 2001   |
| 16 | Topi d'appartamento      | 22 aprile 2001   |
| 17 | Il biliardo              | 29 aprile 2001   |
| 18 | Il sequestro             | 6 maggio 2001    |
| 19 | Un film da Oscar         | 13 maggio 2001   |
| 20 | Scambio nella culla      | 20 maggio 2001   |

## La tombola
Sandra ha invitato i condomini a casa sua per una tombolata natalizia che ha come premio un viaggio ai Tropici per i primi due classificati. Raimondo vorrebbe vincere il viaggio insieme a Kate mentre Sandra vorrebbe che suo marito facesse il viaggio col portiere in modo che i due facciano amicizia. Sia Sandra che Raimondo decidono quindi di truccare il gioco, ma le cose non vanno come vorrebbero.

## Rave in casa Vianello
Una coppia di amici dei Vianello ha problemi di comunicazione con il turbolento figlio adolescente, che ambisce a entrare nel mondo dello spettacolo; Sandra allora si offre di ospitare il ragazzo in casa sua per mostrargli la vita degli attori ed entra subito in grande sintonia con lui. Raimondo invece non sopporta lo stile di vita del giovane e non perde occasione per manifestare la sua indignazione.

## Il calendario
Raimondo scopre che l'avvenente vicina Kate vorrebbe fare un calendario sexy e non volendo perdere l'occasione, con l'aiuto dell'amico Arturo, fa credere alla ragazza di essere stato incaricato di realizzare alcune foto sexy per il calendario di Canale 5. Sandra scopre tutto e ovviamente decide di intervenire sul più bello.

## Agenzia Alibis
Un amico di Raimondo gestisce un'agenzia che si occupa di fornire coperture per i tradimenti matrimoniali. Con la scusa di un intervento chirurgico, l'uomo dice a Raimondo di doversi assentare per alcuni giorni e lo convince a prendere il suo posto in agenzia. Raimondo decide di non dire niente a Sandra ma non sa che la vera causa dell'assenza dell'amico è una romantica vacanza con una cliente dell'agenzia.

## Clonando Raimondo
Sandra invita un'amica a prendere un tè e scambiarsi alcune confidenze. Sandra decide di raccontare all'amica un sogno che l'ha molto turbata, in cui Raimondo era stato scelto per un esperimento scientifico ed era stato clonato due volte.

## Il sindaco
Raimondo decide di candidarsi alla carica di sindaco. Sandra, che collabora col sindaco in carica contrapposto a Raimondo, non vuole che suo marito vinca le elezioni e decide di sabotare il suo progetto politico. Siccome Raimondo deve ricevere il notaio per ufficializzare la sua candidatura, Sandra paga l'idraulico affinché si finga il notaio.

## Il pensierino
Raimondo sta scrivendo una guida gastronomica con i ristoratori che frequentano la sua casa.

## I gioielli di famiglia
La cassetta di sicurezza dei Vianello viene scassinata e vengono portati via i preziosi gioielli di famiglia della tata, che aveva chiesto a Sandra di custodirli. I Vianello lanciano un appello televisivo e il ladro li contatta per dire che in realtà sono dei falsi.

## Un bellissimo compleanno
Raimondo crede di essere solo il giorno del suo compleanno e organizza un incontro con Kate in modo da festeggiare insieme a lei. Raimondo, però, non sa che Sandra gli sta organizzando una festa a sorpresa.

## Il centenario
Raimondo decide di mettere in commercio cipolline sottaceto provenienti da un paese di centenari e chiede a Sandra e alla tata di occuparsi della parte manuale, mentre lui e Arturo si occuperanno della parte commerciale.

## Lettere anonime
La signorina Lidia è una giovane e bella donna che si è da poco trasferita nel condominio dei Vianello. Da qualche giorno però Lidia è vittima di un maniaco che abita nel palazzo e le invia lettere piene di sconcezze, così lei chiede aiuto a Sandra. Nel frattempo, anche Raimondo ha notato l'avvenenza della donna e ha avuto l'idea di mandarle lettere romantiche. Così, quando Sandra propone un'analisi grafologica delle missive, tutti pensano che il pervertito sia Raimondo.

## La discoteca
Una rumorosa discoteca è aperta nel palazzo dei Vianello e il gestore escogita un piano per evitare le lamentele dei condomini.

## Il presidente
Raimondo è nominato presidente del Raimondo Card Club: ai membri è garantita una tessera costosissima che dà diritto all'ingresso nel mondo dei VIP.

## Il cielo sopra Vianello
Negli ultimi tempi Sandra incappa in alcune situazioni spiacevoli, ma viene sempre salvata da un uomo misterioso e affascinante; questi a un certo punto le rivela di essere il suo angelo custode ma Raimondo non crede alla storia.

## Auto d'epoca
Un amico di Raimondo lo convince ad iscriversi ad un club di auto d'epoca, con l'obiettivo di partecipare a raduni "fuori casa" e frequentare anche belle ragazze.

## Topi d'appartamento
Raimondo ha conosciuto la nuova postina e decide di inviare a se stesso alcune lettere per poterla incontrare spesso. Intanto nel condominio dei Vianello si verificano numerosi furti e Sandra viene coinvolta dall'amministratore nella gestione della situazione.

## Il biliardo
Sandra ha regalato al marito un biliardo e nel frattempo organizza un cake party per mostrare agli invitati il suo talento nel realizzare le torte. Durante la festa però Raimondo entra in conflitto con un ricco signore brianzolo.

## Il sequestro
Raimondo riceve dal suo agente Persichetti una proposta di lavoro a tempo pieno che coinvolgerebbe alcune giovani ragazze. Nel frattempo Sandra e la tata hanno l'idea di comprare un casale per trasformarlo in un agriturismo ma Raimondo non è d'accordo. Per ottenere i soldi necessari, le due donne inscenano un finto sequestro di Sandra e chiedono al portiere di fingersi il rapitore. Raimondo però capisce tutto e così decide di punirli dicendo alla polizia che il portiere è coinvolto nel sequestro di sua moglie e in un giro di prostituzione.

## Un film da Oscar
Il signor Palanca, vecchio amico dei Vianello, è vittima di un ricatto da parte di un certo Redaelli che obbliga Palanca a fargli da complice in una truffa ai danni di Sandra e Raimondo: ai due coniugi viene detto che una importante casa cinematografica statunitense vuole realizzare un film ispirato a Casa Vianello e che loro due vinceranno sicuramente il Premio Oscar. Sandra e Raimondo cadono nel tranello ma Palanca si pente e racconta tutto a Sandra che cerca disperatamente di mettersi in contatto con suo marito. Raimondo, però, ha promesso a Kate un ruolo importantissimo nel film.

## Scambio nella culla
Leggendo il vecchio diario della sua balia, Sandra scopre con stupore che la balia scambiò Sandra con una trovatella.